# Guidon (marine)
Pour les articles homonymes, voir guidon.

Guidon du Royal Yacht Squadron

Un guidon est un pavillon (drapeau) identifiant par ses motifs et couleurs une organisation de bateaux de plaisance, club nautique ou yacht club.
Le guidon est de forme généralement triangulaire. Il est arboré par les bateaux du club en mer et au mouillage, mais retiré en course. Traditionnellement, le guidon se hisse au grand mât, mais il peut parfois flotter sur un mat situé à la proue.